# Ischioloncha lanei
Ischioloncha lanei là một loài bọ cánh cứng trong họ Cerambycidae.